# Elizabeth Kateřina McIntosh
Elizabeth Kateřina McIntosh (* 2002, Hranice) je česká divadelní a filmová herečka.

## Život
Vystudovala Janáčkovu konzervatoř v Ostravě, ve studiích činoherního herectví pokračuje na DAMU. Začínala hrát v ostravském Divadle Mír a v Národním divadle moravskoslezském. V současnosti vedle Divadla Disk účinkuje v Divadle na Vinohradech. Na jeho prknech vystupuje v roli Violy v Shakespearově Večeru tříkrálovém. Její filmografie obsahuje snímky Ženská pomsta (2020), Andělská rapsodie (2023) a seriál Tři tygři (2019).
Ve volném čase hraje na saxofon a piano, píše dramatické texty a vytváří grafiku.

## Divadelní role

### Divadlo na Vinohradech

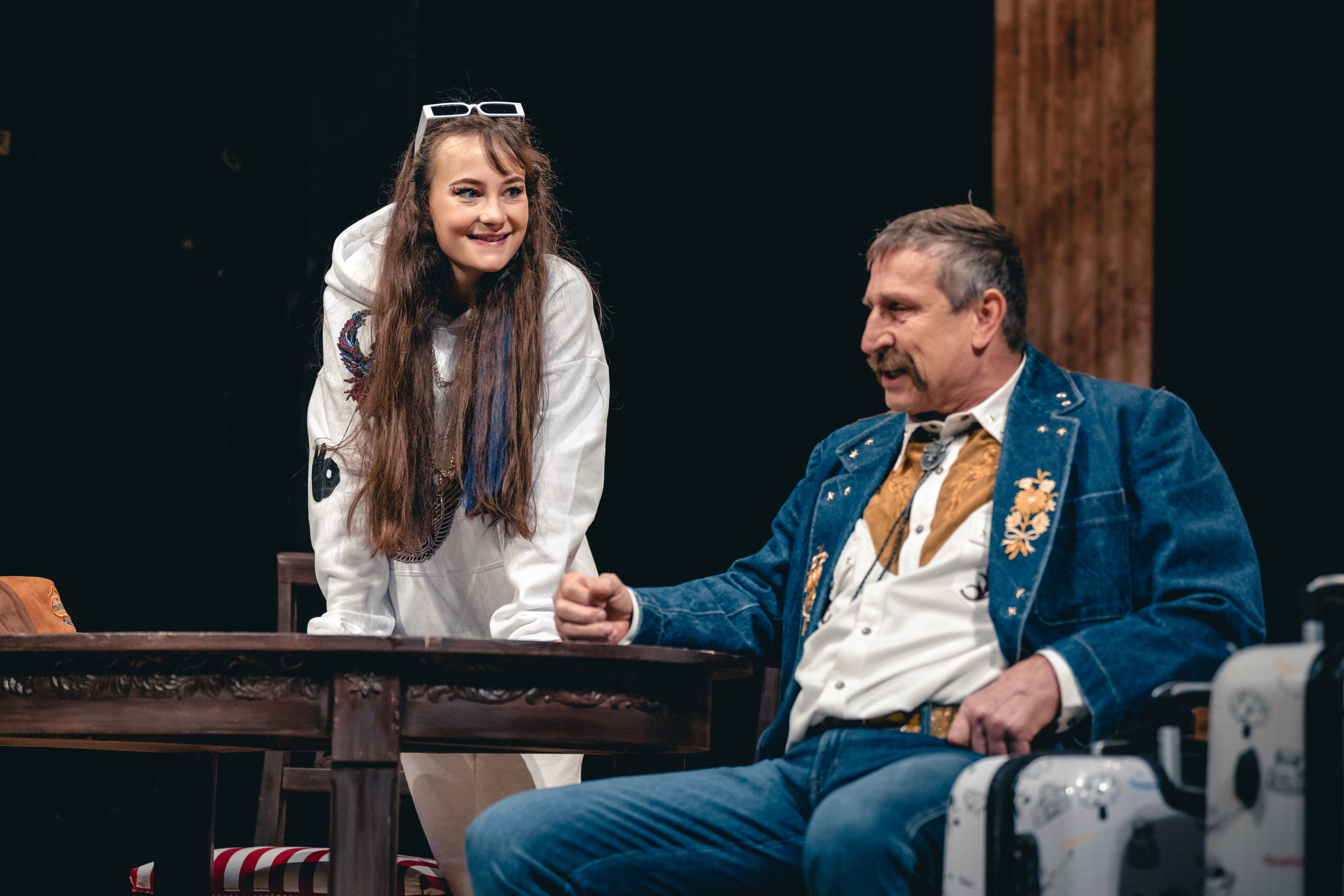
Elizabeth Kateřina McIntosh v roli Susan, s Václavem Vydrou jako Walterem, v inscenaci Nepijte tu vodu, Divadlo na Vinohradech, foto Petr Chodura (2023)

- 2023 Jan Vedral podle Josefa Škvoreckého: Danny Smiřický (Příběhy inženýra lidských duší), režie: Radovan Lipus, světová premiéra: 27. ledna 2023,  role: Irena
- 2023 Woody Allen: Nepijte tu vodu, režie: Juraj Deák, premiéra: 15. prosince 2023, role: Susan Hollanderová
- 2024 William Shakespeare: Večer tříkrálový aneb Cokoli chcete, režie: Juraj Deák, poprvé: 21. června 2024, premiéra: 6. listopadu 2024, role: Viola
- 2025 Alena Mornštajnová – Jiří Janků: Hana, režie: Petr Svojtka, premiéra: 4. dubna 2025, role: Jarmila Stejskalová – Jarka

### Divadlo Disk
- 2024 Karel Čapek: R. U. R., režie: Jan Jakub Šenkeřík, role: Helena Gloryová

### Národní divadlo moravskoslezské
- 2019 Václav Havel: Odcházení, režie: Vojtěch Štěpánek, role: Zuzana
- 2020 Piotr Rowicki: Češky krásné, češky mé!, režie: Piotr Ratajczak, role: Martina Navrátilová
- 2021 Martin Crimp: To video nikdo neuvidí, režie: Janusz Klimsza, role: Joanna

### Studio G
- 2020 Ulrich Hub: Tučňáci na arše, režie: Bořivoj Čermák, role: Tučňák

### Divadlo Mír
- 2019 Molière: Lakomec, režie: Pavel Šimák, role: neurčena